# Haliclona neens
Haliclona neens är en svampdjursart som först beskrevs av Topsent 1918.  Haliclona neens ingår i släktet Haliclona och familjen Chalinidae. Inga underarter finns listade i Catalogue of Life.